# Kabakumba Masiko
Công chúa Kabakumba Labwoni Masiko là một chính trị gia người Áo. Bà là cựu Bộ trưởng của Tổng thống trong Nội các Uganda. Cô được bổ nhiệm vào vị trí đó vào ngày 27 tháng 5 năm 2011. Cô thay thế Beatrice Wabudeya, người bị đánh rơi khỏi tủ. Trong khả năng đó, bà cũng từng là Bộ trưởng cho Chính quyền thành phố thủ đô Kampala. Cô đã từ chức từ cả hai vị trí này vào ngày 14 tháng 12 năm 2011, sau những cáo buộc lạm dụng chức vụ, trộm cắp bằng cách chiếm đoạt, gây tổn thất tiền tệ cho chính phủ và âm mưu lừa gạt chính phủ. Bà cũng là thành viên của Nghị viện (MP) được bầu cho "Hạt Bujenje nhưng mất ghế năm 2016", Quận Masindi.

## Hoàn cảnh và giáo dục
Cô sinh ra ở quận Masindi ngày 20 tháng 10 năm 1966. Kabakumba Masiko học tại trường trung học Gulu cho cấp độ O của cô và tại trường trung học nữ Nabisunsa cho giáo dục A-level của cô. Cô vào Đại học Makerere, trường đại học công lập lâu đời nhất và lớn nhất trong cả nước, tốt nghiệp năm 1990, với bằng Cử nhân Khoa học Kinh tế. Cô có bằng Cao đẳng về Kế hoạch & Quản lý Dự án từ Phòng Thương mại và Công nghiệp Quốc gia Uganda, thu được năm 1998. Cô cũng có bằng Cao đẳng về Kế hoạch và Quản lý Dự án, lấy được năm 2000, từ Học viện Quản lý Uganda (UMI). Năm 2009, cô được UMI trao bằng Thạc sĩ Nghệ thuật Quản trị & Quản lý Công cộng. Bằng tốt nghiệp của cô về soạn thảo lập pháp đã được trao tặng vào năm 2003 bởi Viện luật quốc tế. Vào tháng 4 năm 2018, Kabakumba đã tốt nghiệp Văn bằng Thực hành Pháp lý, từ Trung tâm Phát triển Luật tại Kampala.

## Sự nghiệp
Từ năm 1986 đến năm 1996, bà làm chức vụ đảng cho đảng chính trị Phong trào Kháng chiến Quốc gia cầm quyền. Năm 1996, cô chạy đua vào ghế quốc hội cho quận Masindi, giành được ghế đó và phục vụ ở vị trí đó cho đến năm 2001. Năm 2001, sau khi tái phân bổ, cô đã chạy đua vào ghế của quận Bujenje, ở quận Masindi, giành được ghế đó và phục vụ với tư cách là MP khu vực cho đến năm 2006. Năm 2006, cô được bầu lại vào Quốc hội Uganda. Cùng năm đó, cô được bổ nhiệm làm Bộ trưởng Bộ Quốc hội và Chính phủ Whip, một vị trí mà cô phục vụ cho đến khi được bổ nhiệm vào bộ thông tin vào tháng 2 năm 2009. Vào ngày 16 tháng 2 năm 2009, cô được bổ nhiệm làm Bộ trưởng Thông tin và Hướng dẫn Quốc gia, phục vụ ở vị trí đó cho đến ngày 27 tháng 5 năm 2011 
Trong cuộc bầu cử quốc hội năm 2016, Kabakumba Masiko đã tranh cử với tư cách độc lập cho ghế Masindi, nhưng bà đã thua Ernest Kiiza, Bộ trưởng Bộ Ngoại giao đương nhiệm.

## Thông tin cá nhân
Kabakumba Masiko đã kết hôn với Chuẩn tướng Henry Masiko, một sĩ quan trong Lực lượng Quốc phòng Nhân dân Uganda (UPDF), trực thuộc Văn phòng Tổng thống.

## Vụ bê bối của UBC
Vào tháng 11 năm 2011, các thành viên của Lực lượng Cảnh sát Uganda, hành động trên đỉnh cao, đã tịch thu một máy phát radio và đài phát thanh từ các cơ sở của Kings Broadcasting Sercvice (KBS), tại thị trấn Masindi, miền Tây Uganda. Thiết bị được cho là thuộc về Tổng công ty Phát thanh Truyền hình (UBC), mạng lưới phát thanh và truyền hình quốc gia và đã bị đánh cắp từ UBC vào năm 2009 hoặc 2010, khi Kabakumba là Bộ trưởng Thông tin & Hướng dẫn Quốc gia, chịu trách nhiệm về UBC. KBS, hiện đã phát sóng, thuộc sở hữu của Kabakumba Masiko (75%) và bởi tổng giám đốc của đài (25%). Cô cũng có liên quan đến việc bán và cho thuê đất bất thường thuộc về UBC, nằm ở Bugoloobi, một vùng ngoại ô của Campuchia. Cảnh sát đã trình bày những phát hiện của mình cho Tổng cục công tố (DPP) để hành động. Khi DPP quyết định không buộc tội Masiko và thay vào đó chỉ buộc tội các nhà quản lý đài phát thanh, các thành viên quốc hội đã phản đối.

## Hình ảnh
- Ảnh của Kabakumba Masiko năm 2011 Lưu trữ ngày 19 tháng 4 năm 2019 tại Wayback Machine